# SHARPNEL.NET
SHARPNEL.NET（しゃーぷねる どっと ねっと）は、日本のテクノ・バンドである。

## メンバー
- JEA
トラッカー兼プロデューサー。ライブアクトではDJを担当する。
- Lemmy
デザイニング･マネージメント担当。ライブアクトではVJを担当する。

## 概要
1996年にJEA、VICSON、TANIGONの3名でPROJECT GABBANGELIONとして奈良県で結成。1998年に高速音楽隊シャープネルと改称してメンバーを一新。JEA、La.quebrata、綾小路準急(jun-q)、luebradora、LEMMYの5名になる。2000年にユーマノイドタイフーンで解散。その後DJ SHARPNELと改称、JEA、LEMMYの2名によるユニットとなった。以後数度の改名を経て、2005年にはレーベル名が『SHARPNEL SOUNDS』となるがメンバーは変わっていない。
ロッテルダムテクノなどの影響を受けながら日本人ならではのハードコアテクノサウンドを志向し、オタクカルチャーとしてプロレスやアダルトビデオ、アニメなどを取り上げ（これは元々ユニットの結成理由が「深夜に真っ暗な部屋の中で、アニメを大画面で鑑賞しながら爆音のガバで踊りたい」という理由からである為でもある）、Jコアのパイオニアと言われている。また同人音楽などに強い影響を与えている。現在のJコアシーンにおいても（アニメ作品等の）サンプリング音声を利用する技術は、他を圧倒した完成度である。

## ディスコグラフィ
SHARPNEL SOUND（アーティスト名は高速音楽隊シャープネル、NEONGENESIS GABBANGELION、DJ SHARPNEL等）
SRPCシリーズ(SRPC-00**)　
主にナードコア、所謂ネタものハードコア系の楽曲が収録されている。SRPC-0030『OTAKUSPEEDVIBE』をもって、SRPCシリーズは打ち止めとなっている(以降ナードコア系統の楽曲はSRPXシリーズに受け継がれている)。現在、SRPCシリーズのCDはすべて廃盤とされている。なお、一部は初回盤(CD-R)と通常盤の２種類あるものがあり、トラックが一部異なっている。
- 『Sharpnel vs Project Gabbangelion』(1998年8月発売）
- 『ダブル ダッチ』 (1998年10月発売)
- 『フロム・ザ・はーと』 (1998年11月発売)
- 『フロム・ザ・はーと 地獄編』（1998年12月発売）
- 『アタック・ザ･シャープネル』（1999年8月発売　2枚組）
- 『レイヴ☆スペクター』（1999年12月発売）
- 『ENDLESS SUMMER』（2000年8月発売）
- 『GENESIS：0』（2000年12月発売）
- 『S.E.X.　-sound of EXtreme-』（2001年8月発売）
- 『1998-2001（別名：おにぎりトラックス）』（2001年10月発売）
- 『p2p. ピアッツーピア！』（2001年12月発売）
- 『X-RATED-クロスレートっ！』（2002年8月発売）
- 『EARLY STYLE OF OTAKUSPEEDVIBE 1996-1998 PROJECT GABBANGELION』（2002年10月発売）
- 『PPPH Phat.Pinky.Powerful&Hard!!』（2002年12月発売）
- 『アニメガバイト』（2003年8月発売）
- 『NO STYLE? NO POLICY!?』（2003年12月発売）
- 『SHARPNELSOUND COLLECTION-壱-』（2004年5月発売）
- 『悩殺！ハードブレイク』（2004年8月発売）
- 『UG☆PSYCLONE』（2004年12月発売）
- 『YONDERDOME』（2005年8月発売）
- 『MADBREAKS』（2005年12月発売）
- 『Brain VioLation. 感脳侵蝕』（2006年8月発売）
- 『オタクオーバークロックス21』（2007年2月発売）
- 『ランニングオールナイトッ!!』（2007年12月発売）
- 『二次元サティスファンクション』（2008年8月発売）
- 『妄殺オタクティクス』（2009年8月発売）
- 『SHARPNELSOUND COLLECTION-弐-』（2009年12月発売）
- 『Cyclick』（2010年8月発売）
- 『危ないベースライン』（2011年8月発売　2枚組）
- 『YONDERDOME Decade -10 Years of DJ SHARPNEL-』（2011年12月発売）
- 『WELCOME TO THE OTTACK UNIVERSE』（2012年8月発売）
- 『OTAKUSPEEDVIBE』（2013年8月発売）

SRPXシリーズ　（SRPX-00**）
- 『Ver1.0』（2013年8月発売）
- 『Ver2.0』（2014年8月発売）

SRPDシリーズ（SRPD-00**）
- 『INVISIBLE TRIGGER』（2013年12月発売）
- 『ワールドスーパーテック大戦Prime』（2014年4月発売）
- 『ワールドスーパーテック大戦SuperS』 (2015年4月発売)
- 『FANT4STIK SUMMER IN JAPAN』 (2015年8月発売)
- 『パニソンはーこーパニック』 (2015年8月発売)
- 『ワールドスーパーテック大戦Troisieme』 (2015年10月発売)
- 『ワールドスーパーテック大戦Quatrième』 (2016年4月発売)
- 『Tanukichi Samurai Speed Beats』 (2016年8月発売)

その他
- 『グラディウス アーケードサウンドトラック』（2002年4月発売、リミックスで参加）

楽曲提供
- SOUND VOLTEX II infinite infection

『つぶやき魔法少女りむる』 DJ SHARPNEL feat. みらい
音圧愚連隊（m1dyとのユニット）
- 『暴走歌謡大全集』（2004年12月発売）
- 『爆萌電波注意報！』（2009年12月発売）
- 『妄毒劇場公演中！』（2014年12月発売）

SHARPNELSOUND HARDSTYLE（JEA単独での作品はこちらに分類される）
- 『LIFE IS GAME』（2003年5月発売）
- 『HARDDRIVE　150BPM』（2004年11月発売）

Cotton Pantie's(Cotton Pantie's名義）
- 『What A H appy Life AndDeath』（2002年7月発売）
- 『My Sweet Honey Biscuit!』（2002年9月発売）

SHARPNELSOUND MIX CD
- 『HARDSTYLE 4DA FIRSTTIME～はじめてのはぁどすたいる～』（2002年12月発売 DJJEA MIX）
- 『NOW OR NEVER!!』（2002年12月発売　DJ CHUCKYMIX）
- 『HARDSTYLE TOKYO NIGHT CRUSIONG』（2003年5月発売　DJ TOKYO MIX）
- 『J-CORE REVOLUTION』（2006年8月発売　DJ YOUSUKE MIX）

現在大半の作品が絶版となっており入手が困難である。